# Majskij (kitatskoje sielskoje posielenije)
Majskij (ros. Майский) – osiedle w Rosji, w obwodzie kemerowskim, w rejonie jajskim. W 2010 liczyło 10 mieszkańców.